# Kétnyelvűség
A kétnyelvűség egy szociolingvisztikai fogalom, mely utalhat egy személyre, vagy egy társadalomra, közösségre. Kétnyelvű (idegen szóval bilingvis) tágabb értelemben bárki, aki két nyelv folyamatos használatára képes, két nyelven kommunikálni tud; szűkebb értelemben pedig az az ember, aki két nyelven anyanyelvi vagy közel anyanyelvi szinten beszél. (A kettőnél több nyelvet beszélő embereket többnyelvű vagy poliglott személyeknek nevezik.)
A kétnyelvűség funkcionális meghatározása szerint kétnyelvű az a beszélő, aki mindennapi beszédtevékenysége során két nyelvet használ.

## A kétnyelvűség meghatározása
A kétnyelvűség több oldalról vizsgálható, a tudományágak sok irányból közelítik és határozzák meg. A szociolingvisztika, a neurolingvisztika, a pszicholingvisztika, a nyelvi oktatás és a pedagógiai mind más oldaláról világítja meg a jelenséget; a pontos meghatározása koronként és tudósonként is változott és most is változik.
A meghatározások a kétnyelvűséget szűkebben vagy bővebben értelmezik a kétnyelvű személy nyelvi ismeretei alapján. A közös vonás az értelmezésekben, hogy a kétnyelvű személy a hétköznapi nyelvi megnyilvánulásaiban (gondolkodásában, beszédében, írásában) szükségszerűen két nyelvet használ.
- Bloomfield (1933)

Két vagy több nyelv anyanyelvi szintű tudása. (ha az egyénben a két nyelv anyanyelvi szinten összegződik)
- Weinreich (1963)

A kétnyelvű személy az, aki a két nyelvet váltakozva használja.
- Diebold (1964)

Ha egy második nyelv legapróbb eleme megjelenik az egyén nyelvi megnyilvánulásai között. (ha az egyén részben, vagy egészben megérti a második nyelvet)
- MacNamara (1967)

Mindenki kétnyelvű, aki birtokolja a második nyelv négy alapvető nyelvi készsége közül legalább az egyiket (beszéd, hallásértés, írás, olvasás).
- Skutnabb – Kangas (1984)

Kétnyelvű az a személy, aki anyanyelvi szinten képes az adott közösségben annak társadalmi és kulturális követelményeinek megfelelően kifejezni magát és megnyilvánulni (gondolkodni, beszélni, írni, olvasni); és aki az adott nyelvi közösséggel, vagy csoporttal képes akár azonosulni is.
- Grosjean (1994)

A két nyelv rendszeres és szükségszerű használata a mindennapi életben. (a két nyelv közötti természetes munkamegosztás és váltás).
- Myers-Scotton (2006)

Aki legalább minimális mértékben képes használni egy második nyelvet.

## A kétnyelvűség kialakulása
A kétnyelvűség gyakori volt és ma is gyakori a világ számos országában. Közelebbről különösen olyan családokban, ahol a szülők anyanyelve nem azonos, vagy ha valakik kisebbségben, diaszpórában élnek egy másik nyelvet beszélő nagyobb közösségben.
A hosszabb külföldi munka vagy tanulás is segítheti egy emberben a kétnyelvűség megszerzésében. Az iskolai idegennyelv-oktatás azonban ritkán vezet el valódi kétnyelvűséghez.
Kétnyelvű ember az, aki minden nehézség nélkül tud az egyik nyelvről a másikra átváltatni, ami nem jelenti, hogy az illető fordítani is tud a két nyelv között, ugyanis éppen a fordítás kiiktatásával lehet megszerezni folyamatos kétnyelvű beszéd- és íráskészséget.
A kétnyelvűségre általában gyermekkorukban tesznek szert az emberek, amikor még formális iskolai képzés nélkül, a szülőktől és a környezettől tanulva a gyerekek két nyelven kezdnek el beszélni. Ez rendszerint azzal jár, hogy a gyerek később fog megszólalni, és a két különböző nyelven beszélő szülőhöz később a megfelelő nyelven fog szólni. Ha nem ez a módja a kétnyelvűség elsajátításának, akkor is az a hatékony, ha egy személy következetesen egy nyelvet képvisel a gyerek előtt, aki ebből a szempontból igen konzervatív és következetes. Ha nem szinkronban indul a két nyelv tanítása, kétéves korban már lehet a másodiknak induló nyelvet tanítani és kb. tízéves korig érdemes az intenzív otthoni tanítást folytatni. Később az iskola vagy a külföld veheti át a szerepet.
Egyenlő értékű és terjedelmű tudás ritkán alakul ki a két nyelv vonatkozásában, ezért a különböző eseteket típusokba sorolják:
- különvált kétnyelvűség: a nyelvi elemek (szavak, kifejezések) a beszélő fejében mind a szavak mögötti képzet és fogalom anyaghoz tapadnak, és például az ilyenfajta francia-angol kétnyelvű beszélőnek mások az asszociációi „chien” és a „dog” szóra. Ilyen kétnyelvűség rendszerint egymással szoros beszéd kapcsolatban nem álló népek nyelvén gyakori.
- összetapadt kétnyelvűség: az efféle beszélők nyelvtudásában a két nyelv szavai gyakorlatilag azonos fogalmakhoz, képzetekhez tapadnak, azokról előhívhatók mindkét irányban. Számukra a „chien” és a „dog” ugyanazon fogalom két szavát adják. Az ilyen beszélők kiejtésére is hat a két nyelv, a nyelvek interferálnak és beszéd közben átválthatnak egyikről a másikra, akár mondaton belül is.részleges kétnyelvűség: az egyik nyelv elemei csak a másik nyelv révén, azokhoz kapcsolódva érhetők el a beszélő számára. A nem hatékony nyelvtanulás velejárója. Léteznek „két tannyelvű” gimnáziumok, középiskolák, amelyek igyekeznek ezt a hátrányt ledolgozni.

## Kétnyelvűség típusai
A másodnyelv elsajátításának sajátosságai (periódus, kontextus), hatásai és nyelvi következményei szempontjából több megkülönböztetés eszközölhető, a kétnyevűség több tipológiája körvonalazható.

### Az elsajátítás kora és sorrendje szerint
A megkülönböztetésben a nyelvi szocializáció sajátosságaira fektetik a hangsúlyt. Az alapnyelvi szocializációt illetően átlagban három-négy éves korig az egyén elsajátítja egy nyelv alapvető szókincset és a nyelvtani szabályismeretet, és képes ezen kommunikálni. A későbbi másodnyelvi szocializáció már erre épül. Ezen belül is különböző életszakaszokban, a kognitív alakulás különböző fázisaiban a másodnyelv elsajátítása illetve annak következményei sajátosan alakulnak (Singelton 1989).
- Primer, korai kétnyelvűség. Egyes szerzők a három-négy éves kort jelölik meg, mint határt a primer bilingvis szocializációra. Vagyis az alapvető első/anyannyelvi készségek kialakulásával párhuzamosan, alakulnak ki a másodnyelvi készség.
- Szekundér, később kialakult. Vagyis a már kialakult alapnyelvi készségeket követő nyelvelsajátítás. Ezen belül megkülönböztethető a
  - Serdülőkori másodnyelvűség
  - Felnőttkori másodnyelvűség

Az elsajátítás sorrendje szerint a primer, vagy korai kétnyelvűségen belül megkülönböztethetjük a
- Szimultán – az alap és a másodnyelv párhuzamos elsajátítását

- Konszekutív / szukcesszív az alap és a másodnyelv egymást követő elsajátítását

A nyelv elsajátításában és a nyelvi kompetencia fejlődésében fontos szempont a második nyelv tanulásának időpontja. A tudomány mai álláspontja szerint a kétnyelvűség előnyt jelent a nyelvet beszélő számára. Ennek megfelelően Kremnitz (1997) nézete az, hogy „a többnyelvűséget gyakran olyan tapasztalatbeli előnynek tekintik, amelyet az egynyelvűek alig pótolhatnak”. (36. o.) Langenmayr (1997) szerint a kutatások bebizonyították: a második nyelv gyerekkorban történő korai elsajátítása pozitív hatással van arra, hogy milyen gyorsan érhető el a kiegyensúlyozott bilingvizmus. Mägiste (in Langenmayr 1997) a második nyelvben mutatkozó különbségeket vizsgálta 77 gimnáziumban a 13–19 éves és 74 általános iskolában a 6–11 éves korosztály körében. A tanulók meghatározott időt töltöttek Svédországban egy német iskolában, és második nyelvként tanulták a svéd nyelvet. A függőváltozó a svéd és német nyelven történő egyszerű dekódolási feladatokhoz szükséges reakcióidő, a független változó a svédországi tartózkodás hossza volt. Az eredmények szerint az általános iskolások hamarabb elérték a kiegyensúlyozott bilingvizmust, mint a gimnazisták. Mägiste azzal indokolta a gyerekkori előnyt, hogy „a növekvő életkorral megfontoltabbak és tartózkodóbbak lettek, ami által csökken a kontaktuskészségük, valamint az a készségük, hogy másokat utánozzanak”.

### A két nyelv elsajátítása a kitettség módozatainak sajátosságai alapján
- Természetes vagyis élőnyelvi környezetben elsajátított másodnyelvűség, vagy személyesített társadalmi kapcsolódások, közvetlen társadalmi interakciók kontextusában, élőnyelvi környezetben elsajátított – konverzacionális (Edwards 1994:64) készségek, vagy a másodnyelvű kommunikatív kompetencia spontán fejlesztése

- Mesterséges szervezeti, intézményes környezetben (osztályterem, duolingo platform, nyelviskola) kereteiben elsajátított másodnyelvűség.

### Az elsajátítás motivációja alapján
- Spontán – az elsajátítás nem valamely, az egyén által tudatosít motiváció alapján ún. spontánul történik (a nem formális keretek között lezajló nyelvi szocializációs folyamatok kontextusában kialakuló)
- Voluntáris – az egyén nem közvetlen hatalmi nyomás hatására, érdekként definiálja a második nyelv elsajátítását
- Rendeleti – hatalmi központok, nyelvpolitikai jellegű döntései nyomán, az egyén közvetett vagy közvetlen intézményes kényszer hatására sajátítja el a második nyelvet

### Kétnyelvűség a nyelvmegtartás szempontjából
- felcserélő (szubtraktív) kétnyelvűség – olyan közösségben jön létre, ahol a kisebbség nyelvét lenézik. Az egyénnél a másodnyelv elsajátítása egyben az első nyelv visszaszorulásával is jár, hosszabb távon a másodnyelv fokozatosan fel is váltja az első nyelvet, ami nyelvi hiányt, és az első nyelvi kompetencia gyöngülését is eredményezi.
- hozzáadó (additív) kétnyelvűség – a másodnyelvi ismeretek nem felcserélik, hanem kiegészítik az eddigieket. A környezet nyelvekhez való viszonyulása ebben az esetben pozitív, amely kedvező feltételeket nyújt ahhoz, hogy mind az első nyelvet megőrizzék, mind a másodnyelvet jó szinten sajátítsák el.

## Kétnyelvű társadalom
Kétnyelvű társadalom úgy jön létre, hogy családon belül, település vagy nagyobb területi szinten egymás mellett élnek két különböző nyelv beszélői. Az esetek többségében az egyik nyelv egyben hivatalos nyelv is, ismeretéhez más előnyök társulnak, a másik nyelv pedig ennek alárendelt, a nem kisebbségi beszélők számára nem kínál előnyöket. A hivatalos nyelv nem mindig a többség nyelve is egyben, és a kisebbség nyelv sem mindig alárendelt. 
Egy kétnyelvű társadalomban, ha az egyik nyelv fokozatosan feleslegessé kezd válni (mert nincs olyan szféra, ahol csak az egyik, vagy csak a másik nyelv adekvát, mindenhol szerepelhetnek egymás helyett), a másik nyelv piaci értéke pedig egyre nő, kihal a társadalmi kétnyelvűség, és generációkon belül egynyelvűvé válhatnak a beszélők. 
Egy beszélőközösség akkor kétnyelvű, ha tagjainak számottevő része mindennapi beszédtevékenysége során két nyelvet használ. A kétnyelvű közösségek jó részében az egyes nyelvek használatában munkamegosztás van: a nyelvhasználat színtereinek egy részén (főként) az egyik, más színtereken (főként) a másik nyelv van jelen, s ennek függvényében a nyelvek ismeretének mértéke is színterenként változik. Így két nyelv magas szintű ismerete a kétnyelvűek többségére nem jellemző.

## Gyermekek a kétnyelvű családokban
A vegyes házasságokban élő családokban általában a legmagasabb presztízsű nyelvnek van legnagyobb esélye a túlélésre, ami a leginkább az ilyen családokban született gyermekek nyelvtudásában, egy- vagy kétnyelvűségében, illetőleg nyelvhasználati szokásaiban mérhető. A vegyes házasság egyben azt is jelenti, hogy a házasfelek elfogadják a másik fél népszokásait, vallási ünnepeit, az ebből adódó különbségeket, olykor ismeretlen dolgokat, amelyeket gyermek- és ifjúkorukban nem tapasztaltak. Életük folyamán azonosulnak a másik nemzet kultúrájával, életfelfogásával, életvitelével.
A kétnyelvű családban nevelkedett gyermekhez már születése óta saját anyanyelvükön beszélnek szülei, és mindkettőt meg fogja tanulni. Elképzelhető, hogy ez által a gyerek később kezd el beszélni, hiszen mindenre kétszer annyi kifejezést kell megjegyeznie. Meghatározó tényező a gyermekek nyelvhasználatában, hogy melyik országban élnek. Természetes, hogy azt a nyelvet fogják előnyben részesíteni, amellyel a legkönnyebben megértetik magukat másokkal. Itt felmerül a kérdés, hogy melyik nyelv a gyermek anyanyelve? Az, amit édesanyjától hall, vagy az, amelyik országban született? Ha nem az anya hazájában élnek, de anyanyelvén beszél a gyermekhez, akkor az az anyanyelv? Ezek a kérdések fel sem merülnek az egynyelvű családokban.
Amikor anyanyelvünkön kívül folyékonyan beszélünk egy másik nyelven, azt mondjuk, hogy anyanyelvi szintű a tudásunk. Ez a tudás nem feltétlenül adódik abból, hogy valakihez születése óta két nyelven beszéltek. Ez a tudás megszerezhető tanulással is, persze nehezebb és időigényesebb az iskolában megtanulni más nyelvet, mint az otthoni környezetben a szülőktől. Az biztos, hogy azoknak a gyerekeknek, akik már kezdettől két nyelvet tanulnak, sokkal könnyebb elsajátítani később egy harmadik vagy akár negyedik nyelvet is. Fontos tudni azonban, hogy csak olyan nyelven érdemes beszélni, amit mi magunk kifogástalanul beszélünk, mert a hibás, akcentussal kísért kommunikáció elsajátításának nem sok haszna van.

## A kétnyelvűség mint eszköz
A kétnyelvűség nagyobb esélyeket ad az alkalmazkodásra és a kifejezése, valamint az önérvényesítésre. A beszéd, a tárgyalás, az érintkezés során megválasztott nyelv tudásának mértéke befolyásolja a tárgyalás kimenetét: az adott nyelvben otthonosabb ember előnyösebb pozícióban van, továbbá a puszta tény, hogy közös nyelven tud két ember tárgyalni, megkönnyíti a megegyezést. A fordítottja is igaz: a gyenge nyelvtudás ritkán terem gyümölcsöket és lenézésre ad okot.

## Kétnyelvűség gyakorisága
A két nyelv váltott használata sokkal elterjedtebb jelenség mint gondolnánk. Egyes becslések szerint a világ népességének egyharmada használ a mindennapi életvitelének valamely mozzanata során (munka, információ szerzés, közösség, család stb.) egy második nyelvet. (Li 2000). És ezek az aktív bilingvisek. Ehhez még hozzá kell tenni az ún. a latens (dormant/szunnyadó) bilingviseket is akik, ismerik mert valamikor valamikor tanulták, esetleg kurrensen használják. de jelenleg nem mindennaposan használnak egy adott második nyelvet.
- India: 22 hivatalos nyelv. Közülük a legnagyobbat, a hindit a népességnek csupán 18%-a beszéli anyanyelveként.
- Kína legtöbb területe: általában egy helyi dialektus, mint például a kantoni vagy sanghaji mellett a hivatalos mandarin nyelvet tanulják és használják
- a volt szovjet tagköztársaságok és a Varsói Szerződés tagországai: sokan folyékonyan beszélik az orosz nyelvet, főleg a szláv országokban, de Lengyelország, Csehország, Szlovákia és Magyarország lakói a múltbeli erős kényszer ellenére sem beszélik az oroszt
- néhány kanton Svájcban
- Brüsszel, Belgium fővárosa kétnyelvű (15% holland nyelvű)
- Finnország (6% finn-svéd, Åland kizárólag svéd nyelvű)
- Svédországban Stockholm környéke és Észak-Bothnia a finnt is beszéli
- Kanada Quebec tartománya: 10% angol nyelvű. A Quebec-beli számos angol nyelvű beszélő ellenére a francia a kizárólagos hivatalos nyelv[forrás?]
- Kanada Új-Brunswick tartományának 35%-a francia nyelvet használ; ez Kanada egyetlen kétnyelvű tartománya
- Spanyolország sok régiójában több hivatalos nyelv használatos; Katalóniában mind a spanyol, mind a katalán azonos elterjedettséget élvez az élet minden területén
- a Szahara alatti Afrika lakóinak többsége két- vagy háromnyelvű
- Walesben, és kisebb mértékben egyéb kelta nyelvű területek Nagy-Britanniában, Londonban
- a bevándorlók és a leszármazottaik
- sok Japánban élő koreai mindkét nyelvet beszéli
- nagykövetségeken, diplomáciai testületekkel élő gyermekek
- határos országok kevert nyelvű, határ melletti területei
- eltérő anyanyelvű szülők gyermekei
- Mauritiuson a gyerekeknek a helyi kreol, francia és angol nyelven tanulnak
- Írországban három nyelv is rendelkezik bizonyos hivatalos jelleggel. A köztársaság elsődleges nyelve az ír, mellette az angol is hivatalos nyelvként használatos. Mintegy 1,5 millió írországi részben vagy teljesen folyékonyan beszéli az írt, ami messze a legelterjedtebb kelta nyelvvé teszi azt. Ugyanakkor az angol használata sokkal gyakoribb, mivel az íreknek csupán tizede beszéli első nyelvként az írt; ők a félreeső Gaeltacht régió lakói. Az ulsteri skót nyelv az ún. alföldi skót egy változata, amelyet néhányan az északi területeken beszélnek; e nyelv a médiában háttérbe szorul az angol mellett. Mind az ír, mind az ulsteri skót nyelv hivatalos státusú Észak-Írországban, megfelelve 1998-as Belfasti Egyezménynek.
- Hongkongban mind a kínai, mind az angol hivatalos nyelv, és a kínaiak egyaránt használják a mandarint és a kantonit. Mindhárom nyelvet kötelezően tanítják az iskolákban.
- A Vajdaság Észak-Szerbiában.

## Külső hivatkozások
- Heritage Languages in America: Tapping a ?Hidden? Resource, by James Crawford
- Why Bilingual Education? Archiválva 2005. február 5-i dátummal a Wayback Machine-ben
- A Brief History of Bilingual Education in Spanish Archiválva 2005. február 4-i dátummal a Wayback Machine-ben
- A Global Perspective on Bilingualism and Bilingual Education Archiválva 2005. február 4-i dátummal a Wayback Machine-ben
- Ten Common Fallacies about Bilingual Education Archiválva 2005. március 7-i dátummal a Wayback Machine-ben
- Bilingualism and ageing